# Замок Мойдоу
Замок Мойдоу (англ. Moydow Castle, ірл. Caisleán na Maigh Dumha) — замок Мах Дума, замок Долини Курганів — один із замків Ірландії, розташований в графстві Лонгфорд, на околиці міста Лонгфорд.

## Історія замку Мойдоу
Замок Мойдоу був побудований на землі, що була частиною території, відомої як Тетбе. Баронство навколо замку Мойдоу сформувалось з території Кленауллі (Ардаг та Мойдоу), частини земель Мойбарвні (землі Тагшинні), Кланконнор (частина земель Кілкоммок). Давня назва цього баронства — Кілл-Моддін — за назвою монастиря та церкви, що згоріли в 1155 році. На цій землі знаходяться руїни найдавнішого монастиря в Ірландії.
Згідно ірландських літописів у 858 році армія королівств Лагін, Коннахт, Південних О'Нейлів рушила походом до Фіахла під проводом Мелсахліна мак Мелроні і зупинилась в Мойдоу.
Давньою назвою цих місць була назва Кілмодайн чи Кілмадума на честь церкви Святого Модайна або Модуда Простого, свято якого святкується 12 лютого. Згідно житія святих Святий Модайн жив біля 591 року і став єпископом Карнфурбуйде. Він побудував тут монастир — до нашого часу не збереглися навіть його руїни. Кажуть, що наставником цього монастиря був Бреклаус — учень святого Патріка. О'Донован писав, що це був найдавніший пріорат в Ірландії.
Парафія складається з 45771 акрів землі, з яких близько 1203 акрів — болота. Особливий вид каменю, який називається пудинговий камінь, знаходиться на самотній горі Слів-Гаулдрі, на південній прикордонній частині парафії, і був кам'яний кар'єр, що належав державі.
Недалеко від гори Слів-Гаулдрі був побудований замок — замок Мойдоу. Цей замок належав родині Хіггінс, що володіла цим замком більше 100 років.
Замок Мойдоу побудував норманський феодал Джон де Вердон у 1260 році для захисту своїх володінь від ірландських кланів. У 1295 році ірландський ватажок Сефрайд О'Фергайл захопив і зруйнував замок Мойдоу. Одночасно з цим він захопив і зруйнував замки Баррі та Камаг. Замок кілька разів відбудовували, але ірландські клани знову і знову цей замок захоплювали в XIV—XVI століттях.
Замок побудований на скелястих породах. Товщина стін більше 2 футів. Зберігся арковий вхід. Замок баштового типу. Над входом є бійниця. На першому поверсі замку був головний зал, на другому поверсі їдальня, на третьому поверсі кухня, на вищих поверхах — спальні.
Замок виконував сигнальну функцію. Якщо на замок нападали — на вершині замку запалювали сигнальний вогонь. Сусідні замки знаходились в межах прямої видимості.
Зліва від входу збереглися спіральні кам'яні сходи. У замку є великий отвір. Згідно легенди, в замок колись зайшла корова і піднялась по сходах і не могла спуститись. Тодішній господар Вільям Хіггінс змушений був пробити отвір, щоб визволити корову.